# Henricus Turken
Henricus Turken, tijdens zijn leven ook abusievelijk Twiken genoemd (Eindhoven, 10 december 1791 - Luik, 1856), was een Nederlands etser, tekenaar en kunstschilder.

## Biografie
Volgens Pieter A. Scheen was het aanvankelijk de bedoeling geweest dat Turken de handel in zou gaan. Die toekomst kreeg echter een andere wending. Aan de Academie van het Sint-Lucasgilde in Antwerpen volgde hij een studie in schilderkunst en in de zomer van 1819 werd hij door Ernst Bagelaar in Eindhoven geschoold in het etsen en de tekenkunst.
Hij richtte zich op portretten, genretaferelen, historische voorstellingen en landschappen. De grootte van zijn schilderijen varieert van miniaturen tot levensgroot. Hij werkte in de stijl van de Zuid-Nederlandse romantiek en voelde zich aangetrokken tot de renaissance en neo-classicisme.
In 1820 werd hij benoemd tot directeur van de Stads Academie voor Teeken- en Schilderkunst in Den Bosch. Turken was een van de leraren van Willem Verbeet, Thomas van Leent en Jan Hendrik van Grootvelt.
Al gedurende zijn leven werd zijn werk geregeld getoond tijdens tentoonstellingen. Hij exposeerde in Haarlem (1825), Den Haag (1819, 1925, 1827, 1839 en 1841) en Amsterdam (1828, 1830 en 1844). Hij was minstens eenmaal tijdens de Tentoonstelling van Levende Meesters te zien (Haarlem, 1825). Zijn werk is onder meer opgenomen in de collecties van het Noordbrabants Museum in Den Bosch, het Museum Kempenland in Eindhoven, de Universiteitsbibliotheek in Leiden en het Museum Boijmans Van Beuningen in Rotterdam.
Hij was sinds zijn studie bevriend met de Antwerpenaar Antoon van Bedaff, die mogelijk samen met hem directeur van de stadsacademie was. Met hem bracht hij in 1823 een werkje in steendruk uit met de titel Grondbeginselen der Teekenkunst. Toen het Turken en Van Bedaff niet lukte om het onderwijs te vernieuwen, namen ze in 1825 ontslag bij de academie en vertrokken ze naar Brussel. In Den Bosch werd hij in 1828 opgevolgd door Dominicus Franciscus du Bois uit Brugge.
In Brussel woonde hij tot 1843 en hierna vertrok hij naar Luik. Daar overleed hij in 1856 op circa 64-jarige leeftijd door verdrinking.

## Galerij
| Dame met luitspeler  |  | Binnenhuis met vrolijk gezelschap, ca. 1828, Noordbrabants Museum, Den Bosch |
| Duet of De Muziekles |  | Binnenhuis met vrolijk gezelschap, ca. 1828, Noordbrabants Museum, Den Bosch |